# Andrés Habegger
Andrés Habegger (Buenos Aires, 8 de febrero de 1969) es un director de cine y televisión y documentalista argentino.

Nació el 8 de febrero de 1969 en Buenos Aires, Argentina. Es hijo de Norberto Habegger, militante político desaparecido durante el Proceso de Reorganización Nacional. Estuvo exiliado en México con su madre, desde julio de 1977 hasta 1984. Estudió Ciencias de la Comunicación en la Universidad de Buenos Aires y Dirección de Cine en el CERC-INCAA (hoy denominada ENERC, Escuela Nacional de Experimentación y Realización Cinematográfica).
En 2001 asumió la dirección editorial y la coordinación general del festival de cortometrajes Hacelo corto organizado por el Ministerio de Educación del Gobierno
de la Ciudad de Buenos Aires. 
Estuvo a cargo del área de cine documental del Museo del Cine de la Ciudad de Buenos Aires entre los años 2002 y 2003. 
En 2007 ingresó al Comité de Evaluación de Proyectos Documentales del INCAA donde estuvo hasta 2009 y desde ese año hasta 2011 fue presidente de la Asociación de Directores y Productores de Cine Documental Independiente de Argentina (ADN). En 2011 dirigió audiovisuales para UPA, (Unidad de Producción Audiovisual del Ministerio de Educación de la Nación). Ejerce la docencia de materias documentales en el Centro de Investigación Cinematográfica (CIC) y otras instituciones educativas.

## Filmografía
- 2012 - Cirquera. (Documental). Director, director de fotografía.
- 2011 - D-Humanos. (Largometraje documental). Director.
- 2011 - El caso Melincué. (Serie documental). Director.[3]
- 2008 - Imagen final. (Largometraje documental). Director, investigador.
- 2007 - Una vida iluminada. (Mediometraje documental). Director, productor ejecutivo.
- 2005 - Suceso/Sucesos, la historia de Sucesos Argentinos. Director.
- 2004 - Cuando los santos vienen marchando. (Largometraje documental). Director, investigador, guionista, productor.
- 2001 - (H) Historias cotidianas. (Largometraje documental). Director, guionista.
- 2001 - La sombra del vidrio. (Mediometraje documental). Director, productor ejecutivo, camarógrafo.
- 1997 - Rostro. Rostros. (Cortometraje). Director.